# Danica McKellar
Danica Mae McKellar (La Jolla, 3 gennaio 1975) è un'attrice e matematica statunitense.

## Biografia
Nata e cresciuta in California, ha vissuto a Los Angeles dall'età di otto anni. Insieme alla sorella Crystal McKellar si avvia da giovane alla carriera di attrice, senza tralasciare gli studi: si laurea infatti in Matematica presso la UCLA nel 1998.
Inizia a recitare nella serie TV Blue Jeans, sitcom andata in onda dal 1988 al 1993 in cui interpreta Winnie Cooper.
In seguito interpreta altri ruoli secondari in serie TV ed è anche presente al cinema: esordisce sul grande schermo con Pugno d'acciaio di Aaron Norris (1992).
Nei primi anni 2000 recita in West Wing e doppia in Static Shock, oltre che comparire in diversi film commedia e thriller statunitensi.
Nella stagione 2006-2007 è Maddie in Mamma detective. Recita anche nel film Hack! (2007).
Dal 2011 al 2013 prende parte come doppiatrice a Young Justice prestando la voce a Miss Martian.
È autrice di diversi libri in cui spiega ai ragazzi come appassionarsi alla matematica. Il primo di questi è diventato un best seller.
Nel 2013 appare nel video di Avril Lavigne Rock n Roll.

## Attività scientifica
Il "Teorema Chayes-McKellar-Winn", che descrive il comportamento dei percolati in un campo ferromagnetico rotante, prende il proprio nome anche da lei.
Dato il suo doppio lavoro di studiosa della matematica e attrice, è presumibilmente tra le poche persone ad avere il Numero di Erdős-Bacon finito.

## Filmografia parziale

### Cinema
- Pugno d'acciaio (Sidekicks), regia di Aaron Norris (1992)
- XCU: Extreme Close Up, regia di Sean S. Cunningham (2001)
- Good Neighbor, regia di Todd Turner (2001)
- Jane White Is Sick & Twisted, regia di David Michael Latt (2002)
- The Year That Trembled, regia di Jay Craven (2002)
- Hip, Edgy, Sexy, Cool, regia di Robert B. Martin Jr. e Aaron Priest (2002)
- Sex and the Teenage Mind, regia di Donald L. Gold (2002)
- Black Hole, regia di Jorgo Ognenovski (2002)
- Raising Genius, regia di Linda Voorhees e Bess Wiley (2004)
- Quiet Kill, regia di Mark Jones (2004)
- Hack!, regia di Matt Flynn (2007)
- Heatstroke, regia di Andrew Prowse (2008)
- 21 and a Wake-Up, regia di Chris McIntyre (2009)
- Mancation, regia di Frank Vain (2012)
- Where Hope Grows: Nulla è Perduto (Where Hope Grows), regia di Chris Dowling (2014)
- The Winter Palace, regia di T.W. Peacocke (2022)

### Televisione
- Ai confini della realtà (The Twilight Zone) – serie TV, 2 episodi (1985-1987)
- Blue Jeans (The Wonder Years) – serie TV (1988-1993)
- The Super Mario Bros. Super Show! – serie TV, 1 episodio (1989)
- Camp Cucamonga, regia di Roger Duchowny - film TV (1990)
- L'ultima vittima (Justice for Annie: A Moment of Truth Movie) – film TV (1996)
- Working – serie TV (1998-1999)
- West Wing - Tutti gli uomini del Presidente (The West Wing) – serie TV, stagione 4 (2002-2003)
- Static Shock – serie TV (2000-2004) - voce
- Mamma detective (Inspector Mom) – serie TV (2006-2007)
- How I Met Your Mother – serie TV, 2 episodi (2005-2007)
- The Big Bang Theory – serie TV, episodio 3x12 (2010)
- Young Justice – serie TV (2010-2013) - voce
- L'amore a Natale (Love at the Christmas Table), regia Rachel Goldenberg – film TV (2012)
- Il dubbio della verità (The Wrong Woman), regia di Richard Gabai – film TV (2013)
- Project Mc2 – serie TV (2015)
- Due cuori e un matrimonio (Perfect Match), regia di Ron Oliver – film TV (2015)
- Una corona a Natale (Crown for Christmas), regia di Alex Zamm – film TV (2015)
- Un amore inaspettato (Wedding Bells), regia di Gary Yates – film TV (2016)
- Il regalo più bello (My Christmas Dream), regia di James Head – film TV (2016)
- Per amore di mia figlia (Mommy, I Didn't Do It), regia di Richard Gabai – film TV (2017)
- Due cuori e una tenda (Campfire Kiss), regia di James Head – film TV (2017)
- Il Natale che ho sempre desiderato, regia di Mel Damski – film TV (2017)
- Very, Very, Valentine, regia di Don McBrearty – film TV (2018)
- Love in Design, regia di Steven R. Monroe – film TV (2018)
- Christmas at Dollywood – film TV (2019)
- Natale al drive in  (Christmas at the Drive-In), Regia Don McBrearty - film TV (2022)

## Doppiatrici italiane
Nelle versioni in italiano delle opere in cui ha recitato, Danica McKellar è stata doppiata da:
- Ilaria Latini in Project Mc2
- Monica Ward in Mamma detective
- Valentina Perrella in Hack!
- Deborah Ciccorelli in Natale al drive-in
- Federica De Bortoli ne Il regalo più bello
- Jessica Bologna in Un amore inaspettato
- Valentina Mari in The Winter Palace